# Frank Hvam
Frank Hvam Nielsen, född 12 september 1970 i Ørum Sønderlyng i Viborgs kommun, är en dansk ståuppkomiker, manusförfattare och skådespelare.
Hvam växte upp på en gård i Ørum Sønderlyng. Han påbörjade 1992 en veterinärutbildning vid Den Kongelige Veterinær- og Landbohøjskole. Han hoppade dock av utbildningen 1995 för att försöka sig på en karriär som ståuppkomiker.Han är bland annat känd för sin roll som Kenny Nickelman i den danska komediserien Langt fra Las Vegas och som manusförfattare och skådespelare i Casper og Mandrilaftalen, där han fick sitt genombrott 1999. Där arbetade han tillsammans med Casper Christensen och de två gjorde sedan Klovn, en dansk sitcom inspirerad av Simma lugnt, Larry!.

## Filmografi
Film
- Tid til forandring (2004)
- Rejsen til Saturn (2008)
- Æblet & ormen (2009)
- Klovn: The Movie (2010)
- Talenttyven (2012)
- Klovn Forever (2015)[3]
- Klovn the Final (2020)

Serier
- Casper & Mandrilaftalen (1999)
- Stig Römer Live (2001)
- Kissmeyer Basic (2001)
- Langt fra Las Vegas (2001–2003)
- Wulffs Magasin (2008)
- Klovn (2005–2025)
- Gästkomiker i programmet Live fra Bremen
- Game of Thrones (2016, säsong 6; avsnitt 10)
- Solsidan (TV-serie) (säsong 3, avsnitt 9)